# Cimetière juif de Farkasrét
Le cimetière juif de Farkasrét (en hongrois : Farkasréti zsidó temető) est un cimetière de Budapest situé dans le 12e arrondissement.